# Pseudotomentella larsenii
Pseudotomentella larsenii är en svampart som beskrevs av Kõljalg & Dunstan 2001. Pseudotomentella larsenii ingår i släktet Pseudotomentella och familjen Thelephoraceae.   Inga underarter finns listade i Catalogue of Life.